# 奧索戈沃灣
奧索戈沃灣是南極洲的海灣，位於南設得蘭群島，該海灣以拉吉德島南岸、阿斯托爾島和拜爾斯半島西岸為界，現時由南極條約體系管理。